# II Esposizione internazionale d'arte di Venezia

Manifesto dell'Esposizione, realizzato da Augusto Sezanne.

La 2ª Esposizione Internazionale d'Arte della Città di Venezia ebbe luogo dal 28 aprile al 31 ottobre 1897 nel Palazzo delle Esposizioni di Venezia. 

## Organizzazione
- Presidente: Filippo Grimani
- Segretario: Antonio Fradeletto

### Comitato di Patrocinio
John Singer Sargent (per l'America); Mihály Munkácsy, Ludwig Passini, Cecil van Haanen (per l'Austria-Ungheria); Franz Courtens, Pierre Charles van der Stappen (per il Belgio); Peter Severin Kroyer (per la Danimarca); Pascal Adolphe Jean Dagnan-Bouveret, Paul Dubois, Auguste Émile Charles Carolus Durand, Emmanuel Frémiet, Jean-Jacques Henner, Gustave Moreau, Pierre Puvis de Chavannes (per la Francia); Reinhold Begas, Max Klinger, Franz von Lenbach, Max Liebermann, Gustav Schönleber, Fritz Von Uhde, Anton von Werner (per la Germania); Filippo Carcano, Emilio Gallori, Cesare Maccari, Francesco Paolo Michetti, Giulio Monteverde, Alberto Pasini (per l'Italia); Lawrence Alma Tadema, Edward Coley Burne Jones, Hubert von Herkomer, John Everett Millais, William Quiller Orchardson (per l'Inghilterra); Eilif Peterssen (per la Norvegia); Jean Hubert, Léonard de Haas, Jozef Israëls, Hendrik Willem Mesdag (per l'Olanda); Mark Antokol’skij, Il'ja Efimovič Repin (per la Russia); José Benlliure y Gil, José Jimenez y Aranda, Francisco Pradilla Ortiz, Joaquin Sorolla y Bastida, José Villegas y Cordero (per la Spagna); Anders Leonard Zorn (per la Svezia); Arnold Böcklin (per la Svizzera).

### Comitato Ordinatore
Pompeo Gherardo Molmenti (Presidente), Bartolomeo Bezzi, Guglielmo Ciardi, Antonio Dal Zotto, Pietro Fragiacomo, Emilio Marsili, Riccardo Selvatico, Augusto Sezanne, Alessandro Zezzos.

## Artisti
All'Esposizione parteciparono 441 artisti, con 901 opere, suddivisi in 17 sezioni (Internazionale, Italia, America, Austria-Ungheria, Belgio, Danimarca, Francia, Germania, Inghilterra, Norvegia, Norvegia-Svezia, Olanda, Russia, Scozia, Spagna, Acqueforti olandesi, Giapponese):

### A
Georg Achen, Achille Alberti, Willem Albracht, Julian Alden Weir, John White Alexander, Lawrence Alma-Tadema, Michael Ancher, Jubei Andō, Antonio Antonij De Witt, Lodewijk Frederick Hendrik Apol, Kampo Araki, Kuanyu Araki, Albert Aublet, Vittorio Avanzi.

### B
Albert Baertsoen, Alberico Balbi-Valier, Enrico Barberi, Carl Wilhelm Bockmann Barth, Nicolaas Syvert Bastert, Marius Alexander Jacques Bauer, Luigi Bazzani, Leonardo Bazzaro, Umberto Bazzoli, Giorgio Belloni, Jean-Joseph Benjamin-Constant, José Benlliure y Gil, Albert Nikolayevich Benois, Eugene Benson, Augusto Benvenuti, Jean Béraud, Léopold Bernard Bernstamm, Armand Berton, Paul Albert Besnard, Bartolomeo Bezzi, Mosè Bianchi, Ida Bidoli Salvagnini, Alessandro Biggi, René Billotte, Adolphe Gustave Binet, Victor Jean Baptiste Barthélémy Binet, Christoph Bisschop, Jacques-Émile Blanche, Johannes Bernardus Blommers, Arnold Böcklin, Nikolaj Kornilievič Bodarevskij, Léon Joseph Florentin Bonnat, Frederick Borgen, Millo Bortoluzzi, Pietro Bortoluzzi, Gerolamo Bortotti, Etienne Bosch, Urbano Bottasso, Pierre Braecke, Frank Brangwyn, Italico Brass, Johan Jacob Bratland, Vittorio Emanuele Bressanin, Frederick Arthur Bridgman, Arthur Briët, Robert Brough, Alexander Kellock Brown, Stefano Bruzzi, Eugenio Buono, Heinrich Karl Hugo Bürgel, Leopold Burger, Eugène Burnand, Giuseppe Buscaglione.

### C
Vincenzo Cabianca, Jean Cabrit, Sofia Cacherano di Bricherasio, Carel Adolf Cachet Lion, Gerolamo Cairati, Glauco Cambon, David Young Cameron, Alceste Campriani, Pietro Canonica, Vincenzo Caprile, Vittore Antonio Cargnel, Giuseppe Casciaro, Arturo Castelli, Siebe Johannes ten Cate, Vittorio Cavalleri, Jean Charles Cazin, Guillaume Charlier, Ascanio Chiericati, Trajano Chitarin, Guglielmo Ciardi, Luigi Cima, Nazzareno Cipriani, Charles Caryl Coleman, Enrico Coleman, John Collier, Luigi Conconi, Augusto Corelli, Lovis Corinth, Thomas Corsan Morton, Battista Costantini, Charles Cottet, Franz Courtens, Robert McGowan Coventry, Walter Crane, Carlo Cressini, Bruno Croatto, Ralph Wormeley Curtis.

### D
Pascal Dagnan-Bouveret, Carel Lodewijk Dake, Antonio Dal Zotto, Oreste Da Molin, Bassano Danielli, Giuseppe Da Pozzo, Henry William Banks Davis, Eugenio de Blaas, Theophile Emile Achille de Bock, Henry de Groux, Pieter de Josselin de Jong, Philip de László, Gaston de Latenay, Ricardo de los Ríos, Mario de Maria, Edmond Henri Theodore Falconnest de Palézieux, Vincenzo De Stefani, Henriette Susanna Cornelia de Vries, Willem H. de Zwart, Lorenzo Delleani, Alois Delug, Ludwig Dettmann, Ludwig Dill, Étienne Dinet, John Patrick Downie, Paul Du Bois, Frederic du Chattel, Julien Dupré, Charles Émile Auguste Durand.

### E
Alfred East, Josef Engelhart, Julius Exter.

### F
Antonio María Fabres y Costa, Arturo Faldi, Giovanni Fattori, Augusto Felici, Arnaldo Ferraguti, Alberto Ferrer, Egisto Ferroni, Roberto Ferruzzi, Walther Firle, Samuel Melton Fisher, Josef Flossman, Carlo Follini, Robert Fowler, Pietro Fragiacomo, George Frampton, Léon Frédéric, Emmanuel Frémiet, Alexander Frew, Setsuden Fujii, Kotei Fukui, David Fulton.

### G
Paul Joseph Constantin Gabriel, Oronzo Gargiulo, José Santiago Garnelo y Alda, Nicolaus Geiger, Henny Geiger Spegel, Victor Olivier Gilsoul, Edoardo Gioja, Francesco Gioli, Louis-Auguste Girardot, Bartolomeo Giuliano, Emilio Gola, Alexander Demetrius Goltz, Michele Gordigiani, Joannes Mattheus Graadt van Roggen, Otto Greiner, Guido Grimani, Georges Griveau, Giacomo Grosso, Vittore Grubicy de Dragon, Il'ya Gintzburg, James Guthrie.

### H
Hugo Joseph Anton Freiherr von Habermann, Hermann Hahn, James Haig Hermiston, George Charles Haité, James Whitelaw Hamilton, Zaisen Hara, Thomas Alexander Harrison, Karl Hartmann, Robert Haug, Hendrich Johannes Haverman, Gerke Henkes, Jean-Jacques Henner, Hans Herrmann, Ludwig von Herterich, Lewis Edward Herzog, Otto Hierl-Deronco, Dora Hitz, Kikuchi Hobun, Paul Hoecker, Thorolf Holmboe, Sophie Fessy Hormann, Leopold Stefan Horovitz, Theodoor van Hoytema, Arthur Hughes, William Hulton, Theodor Hummel, Mason Hunter.

### I
Joun Ichijoken, Shinshichi Iida, Taishin Ikeda, Keinen Imao, Toshiyuki Inagaki, Maria Ippoliti Sbroiavacca, Teiko Ishii, Minao Ishikava, Mitsuaki Ishikawa, Isaac Israels, Jozef Israëls, Katsumi Ito, Tozan Ito.

### J
Frederick William Jackson, George Percy Jacomb-Hood, Hendrik Willebrord Jansen, Francesco Jerace, Vincenzo Jerace, José Jiménez Aranda, Luis Jiménez y Aranda, John Humphreys Johnston, Domenico Jollo.

### K
Katsuhiro Kagawa, Richard Kaiser, Natsuo Kano, Ippu Kashima, Tomotaro Katō, Genjiro Katvoka, Gyokusho Kawabata, Tokurin Kawahara, Archibald Kay, Gejo Keikoku, James Kerr-Lawson, Jacob Simon Hendrik Kever, Fernand Khnopff, Kitty Kielland, Chikudo Kishi, Hangorō Kiuchi, Max Klein, Johannes Christiaan Karel Klinkenberg, Michail Konstantinovič Klodt, Ernst Klotz, Beneš Knüpfer, Ivana Kobilca, Tomoto Kobori, Tosui Kobuta, Fredrik Kolstø, Max Johann Berhard Koner, Hugo König, Johann Karl Köpping, Anton Louis Koster, Johann Victor Krämer, Peder Severin Krøyer, Paul Kuhstohs, Naohiko Kumagai.

### L
Egisto Lancerotto, Luigi Lanza, Georges François Paul Laugée, Cesare Laurenti, John Lavery, Klavdij Vasil'evic Lebedev, Eduard Lebiedzki, Joseph Leempoels, Wilhelm Leibl, Walter Leistikow, Madeleine Lemaire, Cyrille Vikentevich Lemokh, Franz von Lenbach, Hippolyte Leroy, Léon Lhermitte, Max Liebermann, Enrico Lionne, William Logsdail, Francesco Lojacono, Carlo Lorenzetti, Giorgio Lucchesi.

### M
Walter Mac Adam, William Mac Bride, Bessie Elizabeth Mac Nicol, Frederick William MacMonnies, Eugenio Maccagnani, Raffaele Mainella, Augusto Majani, Vladimir Egorovič Makovskij, Antonio Mancini, Harrington Mann, Alexandre Marcette, Pompeo Mariani, Willem Maris, Emilio Marsili, Willy Martens, Alberto Martini, Lacombe Margherite Massip, Kajo Matsuno, Domenico Mazzoni, Nello Gaetano Mengotti, Giuseppe Mentessi, Hendrik Willem Mesdag, Taco Mesdag, Franz Pieter Ter Meulen, Constantin Meunier, Paul Friedrich Meyerheim, Yoichi Miki, Alessandro Milesi, Sergej Dimitrijewitsch Miloradowitch, Luigi Mion, Giuseppe Miti Zanetti, Kozan Miyagawa, Kozan Miyakawa, Giokusen Mochitsuki, Kimpo Mochitsuki, Peter Moffat Lindner, Niels Pedersen Mols, Claude Monet, Clara Montalba, Antonio Montemezzo, Frédéric Montenard, Harry Humphrey Moore, Angelo Morbelli, Sobun Morikawa, Kuorin Morino, Simon W. Moulijn, Johannes Müller, Giokuden Murase.

### N
Franz Naager, Sosuke Namikawa, Yasuyuki Namikawa, Albert Neuhuys, Francis Henry Newbery, Soemon Nishimura, Thorwald Simon Niss, Yukoku Noguchi, Luigi Nono, Urbano Nono, Eilert Adelsteen Normann, Stefano Novo.

### O
Masatoshi Obori, Ogata Gekko, Chiichi Okada, Sessei Okasaki, Teikan Okawa, Seisui Okuhara, Ernst Oppler, Patrick William Orr.

### P
Mainardo Pagani, Pietro Pajetta, Alberto Pasini, Ludwig Passini, James Paterson, Julius Paulsen, Ole Pedersen, Martino Perlasca, Eilif Peterssen, Louis Picard, Evert Pieters, Georges Jan Hendrik Poggenbeek, Attilio Pratella, William Pratt, Gaetano Previati, Clemente Pugliese Levi, Pierre Puvis de Chavannes.

### Q
Emilio Quadrelli, Giovanni Battista Quadrone.

### R
Jean-François Raffaelli, Wellwood Alexander William Rattray, Odilon Redon, Cesare Reduzzi, Albrecht Felix Reicher, John Reid Murray, Il'ja Efimovič Repin, Enrico Reycend, Giuseppe Ricci, Arturo Rietti, Jean Désiré Ringel d'Illzach, Tom Robertson, Georges-Antoine Rochegrosse, Auguste Rodin, Andreas Roegels, Willem Roelofs, Chiutarō Rokkaku, Charles Rollier, Julius Rolshoven, Giuseppe Romagnoli, Luigi Rosa, Christian Meyer Ross, Edoardo Rossi, Tini Rupprecht, Aletta Jacoba Josephina Ruijsch van Thol.

### S
Giuseppe Sacheri, Philip Lodewijk Jacob Frederik Sadée, Masakichi Saitō, Sanshirō Sakuraoka, Charles Samuel, Salvador Sánchez Barbudo, Diego Sarti, Francesco Sartorelli, Giulio Aristide Sartorio, Yeiko Satake, Shyien Sato, Georg Sauter, Lodovico Savorgnan di Brazzà, Ferruccio Scattola, Friedrich Emanuel von Schennis, Theo Schmuz-Baudiss, Thérèse Schwartze van Duyl, Carl Seffner, Giovanni Segantini, Yohei Seifu, Okawa Seikō, Ichiya Sekiguchi, Luigi Selvatico, Luigi Serena, Vladimir Šereševskij Augusto Sezanne, Crawford Shaw, Soichi Shibayama, Toshiaki Shimamura, Shōsai Shiroyama, Henryk Siemiradzki, Telemaco Signorini, Otto Ludvig Sinding, John Singer Sargent, Franz Skarbina, Christian Skredsvig, Alfred Smith, Jakob Smits, Arnaldo Soldini, Gian Luciano Sormani, Joaquin Sorolla y Bastida, Harry Spence, Johann Sperl, Charles Sprague Pearce, Elias Stark, Gudmund Stenersen, Robert Macaulay Stevenson, Julius LeBlanc Stewart, Curt Stoeving, Adrian Scott Stokes, Carel Nicolaas Storm van’s Gravesande, William Stott of Oldham, Frigyes "Fritz" Strobentz, Franz von Stuck, Hakuriò Sugahara, Shonen Suzuki, Chokichi Suzuki, Gensuke Suzuki, Gennosuke Suzuki.

### T
Oshin Takahashi, Giokuyen Takahashi, Koun Takamura, Kuoichi Takemoto, Jukichi Takenaka, Takeuchi Seihō, Kuatei Taki, Cesare Tallone, Rishichi Tanaka, Kokio Taniguchi, Marie Tannæs, Edmund Charles Tarbell, John Terris, Romolo Tessari, Vittorio Tessari, Fulvio Tessitore, Frits Thaulow, Willem Bastiaan Tholen, Grosvenor George Thomas, James Tissot, Ettore Tito, Achille Tominetti, Adolfo Tommasi, Angelo Torchi, Kuoko Toyoda, Rita Tramontini, Henry Scott Tuke, Ramon Tusquets y Maignon, Ivan Ivanovich Tvorozhnikov.

### U
Homin Uematsu, Seikin Umasugi, Unkoku, Shomin Unno, Sozan Unrinin.

### V
Jules Jacobus van de Sande Bakhuyzen, Pierre Charles van der Stappen, Herman Johannes van der Weele, Nicolaas van der Waay, Van Hier, Sina Mesdag van Houten, Frans Van Leemputten, Gustave Vanaise, Elihu Vedder, Jacob Gerard Veldheer, Jan Velth, Ferdo Vesel, Cesare Vianello, José Villegas Cordero, Giuseppe Vizzotto Alberti, Hugo Vogel, Ludwig von Hofmann, Carl von Marr, Adolph von Menzel, Fritz von Uhde, Heinrich Johann von Zügel.

### W
Heinrich Waderé, Constance Walton, Edward Arthur Walton, Albert Welti, Gustav Wentzel, James Abbott McNeill Whistler, Willem Witsen, Jan Hillebrand Wijsmuller.

### Y
Hantaro Yamana, Harukichi Yamazaki, Yoshiaki Yoshida.

### Z
Christian Peter Mørch Zacho, Kristian Zahrtmann, Vittore Zanetti Zilla, Alessandro Zezzos, Philippe Charles Louis Zilcken, Anders Leonard Zorn.

## Giurie
Giuria di premiazione
- Giovanni Boldini
- Marco Calderini
- Francesco Jerace
- Martin Rico
- Charles van der Stappen

Giuria per i premi ai migliori studi critici
- Camillo Boito
- Enrico Panzacchi
- Corrado Ricci

## Premi
- Premio cittadinanza veneziana: Otto Ludvig Sinding
- Premio Internazionale Città di Venezia: Ettore Tito
- Premio Internazionale Città di Venezia: Alessandro Milesi
- Premio cittadinanza veneziana: Ludwig Dettmann per Sera di festa
- Premio cittadinanza veneziana: Frits Thaulow
- Premio Max Liebermann: Vittorio Emanuele Bressanin
- Premio internazionale del Governo: Emilio Marsili
- Premio internazionale del Governo: Anders Leonard Zorn per Birreria
- Premio internazionale della Provincia: Peter Severin Kroyer
- Premio internazionale della Provincia: Joaquin Sorolla y Bastida
- Premio nazionale dei Comuni della Provincia di Venezia: Antonio Mancini
- Premio Cassa di Risparmio di Venezia: Pierre Braecke
- Premio Cassa di Risparmio di Venezia: Giuseppe Romagnoli
- Premio internazionale Comune di Murano: Alessandro Zezzos
- Primo premio ai migliori studi critici: Primo Levi
- Secondo premio ai migliori studi critici: Ugo Ojetti
- Secondo premio ai migliori studi critici: Vittorio Pica
- Premio aggiunto ai migliori studi critici: Ugo Fleres
- Premio aggiunto ai migliori studi critici: Antonio Munaro

## Pubblicazioni
- Seconda Esposizione Internazionale d'Arte della Città di Venezia. Catalogo illustrato, Venezia, Premiato Stabilimento tipo-litografico Carlo Ferrari, 1897.